# Coleophora arabica
Coleophora arabica é uma espécie de mariposa do gênero Coleophora pertencente à família Coleophoridae.